# Guido von Kaulla
Guido von Kaulla (* 26. September 1909 in Mainz; † 3. Januar 1991 in Konstanz) war ein deutscher Schauspieler, Buch- und Drehbuchautor.

## Leben
In Mainz geboren, kam Guido von Kaulla 1946 über Berlin nach Konstanz. Dort verfasste er für das Stadttheater zahlreiche Märchenadaptionen und zeichnete für viele Jahre für dessen Kinder- und Weihnachtsaufführungen verantwortlich.
Außerdem beschäftigte sich Kaulla sein Leben lang mit dem Schriftsteller Klabund (1890–1928). Dessen Witwe, Carola Neher (1900–1942), hatte Kaulla nach dem Tod ihres Mannes mit der Verwaltung von Teilen seines Nachlasses betraut. Nach einem ersten Versuch Anfang der 1930er Jahre erschien 1971 eine von Kaulla verfasste Biographie von Klabund im Claassen-Verlag. Aus dem Interesse Kaullas an Klabund gingen noch zwei weitere Werke hervor.

### Familie
Guido von Kaulla war Mitglied der deutsch-jüdischen Familie Kaulla. Seine Eltern waren Erwin Theodor von Kaulla (1877–1956) und Toska von Bake (1884–1970), eine Tochter von Alfred von Bake (1854–1934). Verheiratet war er mit der Schauspielerin und Schriftstellerin Thekla von Kaulla (1915–?).

## Publikationen
- 1971: Brennendes Herz Klabund. Legende und Wirklichkeit.
- 1977: Klabautermann + Vagabund.
- 1984: Und verbrenn in seinem Herzen – Die Schauspielerin Carola Neher und Klabund.

## Filmografie

### Drehbuchautor
- 1962: Der kleine Lord
- 1966: „Prinz und Betteljunge“

### Schauspieler
- 1960: Das ehrbare Mädchen – Die gute Gattin